# تولال
تولال هي مدينة مغربية صغيرة، تنتمي لإقليم مكناس وسط شمال البلاد. تضم تولال 13.852 ساكنا (حسب إحصاء 2004).